# Poncho

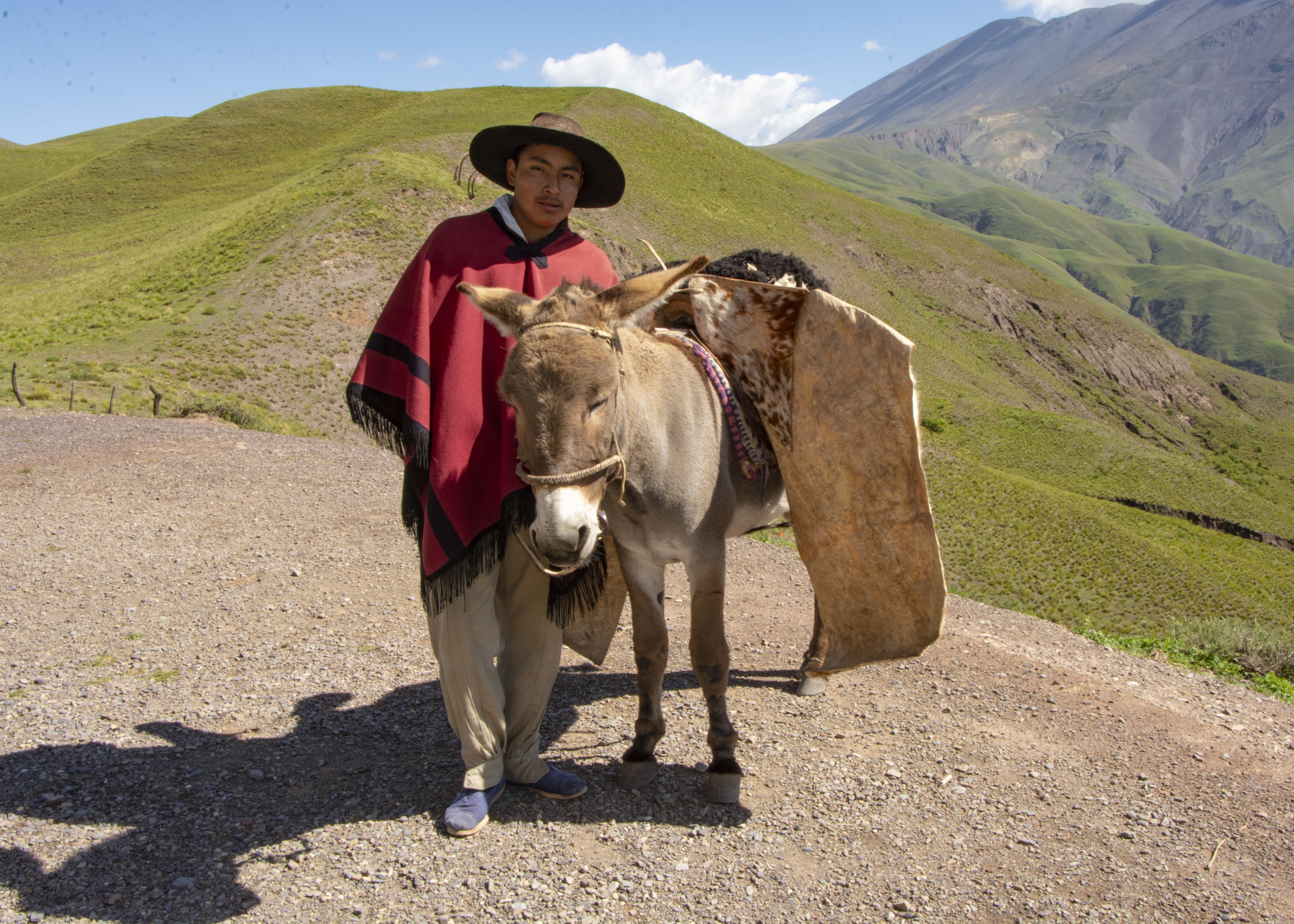
Gaucho uit Salta, draagt een poncho

Een poncho is een van origine Zuid-Amerikaans kledingstuk dat bestaat uit een rechthoekige doek met in het midden een gat om het hoofd door te steken.
Wollen poncho's zijn een veel voorkomende Inca-dracht in de Peruaanse Andes. Van origine komt het kledingstuk uit het grensgebied tussen Chili en Argentinië en werd het in de loop van de zeventiende eeuw ontwikkeld als alternatief voor de unku. Het dragen van dat traditionele kledingstuk was door de Spaanse veroveraars verboden omdat het de culturele identiteit van de oorspronkelijke inwoners te zeer zou versterken. Met de belangstelling voor niet-westerse culturen die samenging met de hippiecultuur van de jaren 1960 werd de poncho ook in de westerse wereld populair.

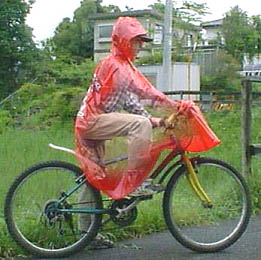
Regenponcho

## Regenkleding
In veel landen is een poncho-achtig kledingstuk met capuchon in gebruik als bescherming tegen regen. Er zijn regenponcho's speciaal voor op de fiets. Deze hebben een grote voorflap om aan het stuur vast te maken, een kleine achterflap voor op de rug. Tot in de jaren zeventig van de twintigste eeuw werd de regenponcho veelal van oliegoed vervaardigd, later van kunststoffen, meestal gecombineerd met textiel.